# Tripodichthys angustifrons
Tripodichthys angustifrons is een straalvinnige vissensoort uit de familie van driestekelvissen (Triacanthidae). De wetenschappelijke naam van de soort is voor het eerst geldig gepubliceerd in 1854 door Hollard.